# Jonas Brodin
Jonas Brodin (* 12. července 1993 Karlstad) je profesionální švédský hokejový obránce momentálně hrající v týmu Minnesota Wild v severoamerické lize NHL. Stejný tým ho v roce 2011 draftoval již v 1. kole jako 10. celkově.

## Klubové statistiky
| Sezona      | Klub           | Soutěž      | Základní část | Základní část | Základní část | Základní část | Základní část | Play off | Play off | Play off | Play off | Play off |
| Sezona      | Klub           | Soutěž      | Z             | G             | A             | B             | TM            | Z        | G        | A        | B        | TM       |
| ----------- | -------------- | ----------- | ------------- | ------------- | ------------- | ------------- | ------------- | -------- | -------- | -------- | -------- | -------- |
| 2010–11     | Färjestad BK   | J18         | 2             | 0             | 1             | 1             | 2             | —        | —        | —        | —        | —        |
| 2010–11     | Färjestad BK   | SEL         | 42            | 0             | 4             | 4             | 12            | 14       | 2        | 0        | 2        | 2        |
| 2011–12     | Färjestad BK   | J20         | 1             | 0             | 0             | 0             | 0             | —        | —        | —        | —        | —        |
| 2011–12     | Färjestad BK   | SEL         | 49            | 0             | 8             | 8             | 14            | 11       | 2        | 0        | 2        | 6        |
| 2012–13     | Houston Aeros  | AHL         | 9             | 2             | 2             | 4             | 4             | —        | —        | —        | —        | —        |
| 2012–13     | Minnesota Wild | NHL         | 45            | 2             | 9             | 11            | 10            | 5        | 0        | 0        | 0        | 0        |
| 2013–14     | Minnesota Wild | NHL         | 79            | 8             | 11            | 19            | 22            | 13       | 0        | 2        | 2        | 12       |
| 2014–15     | Minnesota Wild | NHL         | 71            | 3             | 14            | 17            | 8             | 10       | 0        | 0        | 0        | 0        |
| 2015–16     | Minnesota Wild | NHL         | 68            | 2             | 5             | 7             | 18            | 6        | 1        | 2        | 3        | 0        |
| 2016–17     | Minnesota Wild | NHL         | 68            | 3             | 22            | 25            | 20            | 5        | 0        | 1        | 1        | 0        |
| 2017–18     | Minnesota Wild | NHL         | 73            | 6             | 15            | 21            | 30            | 5        | 0        | 2        | 2        | 2        |
| 2018–19     | Minnesota Wild | NHL         | 82            | 4             | 14            | 18            | 30            | —        | —        | —        | —        | —        |
| 2019–20     | Minnesota Wild | NHL         | 69            | 2             | 26            | 28            | 24            | 4        | 0        | 2        | 2        | 0        |
| 2020–21     | Minnesota Wild | NHL         | 53            | 9             | 14            | 23            | 18            | 7        | 0        | 3        | 3        | 2        |
| 2021–22     | Minnesota Wild | NHL         | 73            | 5             | 25            | 30            | 18            | 6        | 1        | 2        | 3        | 2        |
| 2022–23     | Minnesota Wild | NHL         | 60            | 3             | 11            | 14            | 30            | 6        | 0        | 0        | 0        | 0        |
| 2023–24     | Minnesota Wild | NHL         | 62            | 7             | 20            | 27            | 16            | —        | —        | —        | —        | —        |
| NHL celkově | NHL celkově    | NHL celkově | 803           | 54            | 186           | 240           | 244           | 67       | 2        | 14       | 16       | 18       |